# Paleis van Tau
Het Paleis van Tau (Frans: Palais du Tau) is het aartsbisschoppelijk paleis in de Franse stad Reims. In 1991 werd het Paleis van Tau samen met de kathedraal van Reims en het voormalige klooster van Saint-Remi toegevoegd aan de Werelderfgoedlijst van UNESCO.
Het gebouw werd opgetrokken tussen 1498 en 1509 en gedeeltelijk herbouwd in 1675. De Franse koningen, die in de kathedraal van Reims gekroond werden, verbleven er gedurende de kroningsfeesten.
De Salle basse met zijn kruisgewelven dateert nog uit de 15e eeuw en was oorspronkelijk een crypte gewijd aan de heilige Petrus. De grote zaal (Salle du Tau), waar de koninklijke banketten gehouden werden, heeft een immense stenen haard uit de 15e eeuw. Verder bevinden zich hier medaillons met de aartsbisschoppen van Reims en 14 portretten van koningen die in Reims gekroond werden. Ook de overige ruimten in het paleis zijn rijk versierd. De kapel van het paleis heeft twee verdiepingen, waarvan de bovenste nog in gebruik is. In de kapel en de Salle du Tau hangen wandtapijten uit de 17e eeuw.
Het paleis is sinds 1 januari 2023 gesloten voor werken en zal heropenen in 2026.

## Museum
Sinds 1972 is het gebouw in gebruik als museum. Topstukken zijn de gouden "talisman van Karel de Grote" uit de negende eeuw, het reliekschrijn Sainte Ampoule dat de heilige olie bevat waarmee de Franse koningen werden gezalfd, en de troon van koning Karel X.